# Jesper Rask
Jesper Rask (født 18. juli 1988) er en dansk målmand, der spiller for Hobro Idræts Klub.

## Karriere
Han fik debut for AGF's førstehold 29. oktober 2008 imod OB i ottendedelsfinalen i den danske pokalturnering, efter at den daværende førstemålmand Steffen Rasmussen på forhånd var ude med en håndskade, og andenmålmand Morten Hyldgaard måtte udgå efter 80 minutter med en skade i låret.
Rask blev således den tredje AGF-målmand, som i nyere tid fik sin debut mod OB, da Steffen Rasmussen og Erik Boye ligeledes startede karrieren i AGF med en kamp mod netop OB.
Han skiftede til Hobro i 2010, efter hans kontrakt med AGF udløb. Den 2. maj 2014 forlængede han kontrakten frem til sommeren 2016.